# 劉晟
劉 晟（りゅう せい）は、十国南漢の第3代皇帝。廟号は中宗。もとの諱は弘熙。

## 生涯
初代皇帝の高祖劉龑の四男として生まれる。大有15年（942年）に父が崩御すると、兄の劉玢（殤帝）が皇位を継いだが、暗愚で政務を顧みなかったため、光天2年（943年）に劉玢を殺して皇位を奪った。
即位後は弟や功臣、またその一族を大量に殺すことで皇位の安定を図るなど、その性格は残虐であった。さらに殺した弟の妻を後宮に入れて後宮狂いとなり、政務を宦官に任せて顧みなかった。また、勢力拡大にも失敗するなど、結果的に南漢の衰退を促進させた。
乾和16年（958年）に崩御、享年39。後を長男の劉継興（劉鋹）が継いだ。

## 宗室

### 父母
- 父：劉龑（高祖）

### 兄弟
- 兄：劉耀枢
- 兄：劉亀図
- 兄：劉玢（殤帝）

### 男子
- 後主 劉継興（劉鋹）
- 桂王 劉璇興
- 荊王 劉慶興
- 禎王 劉保興
- 梅王 劉崇興